# Leung Sui Wing
Leung Sui Wing (en chino: 梁帥榮) es un exfutbolista hongkonés y actual entrenador de fútbol.  

## Selección nacional
Fue internacional con Hong Kong llegando a ser el capitán entre el año 1982 y 1989. Jugó la clasificación para el mundial donde eliminaron a China.

## Carrera

### Como jugador
| Club            | País      | Año         |
| --------------- | --------- | ----------- |
| Happy Valley AA | Hong Kong | 1976 - 1997 |

### Como entrenador
| Club                         | País  | Año         |
| ---------------------------- | ----- | ----------- |
| Selección de fútbol de Macao | Macao | 2008 - 2015 |